# ミヒール・ファン・ミーレフェルト

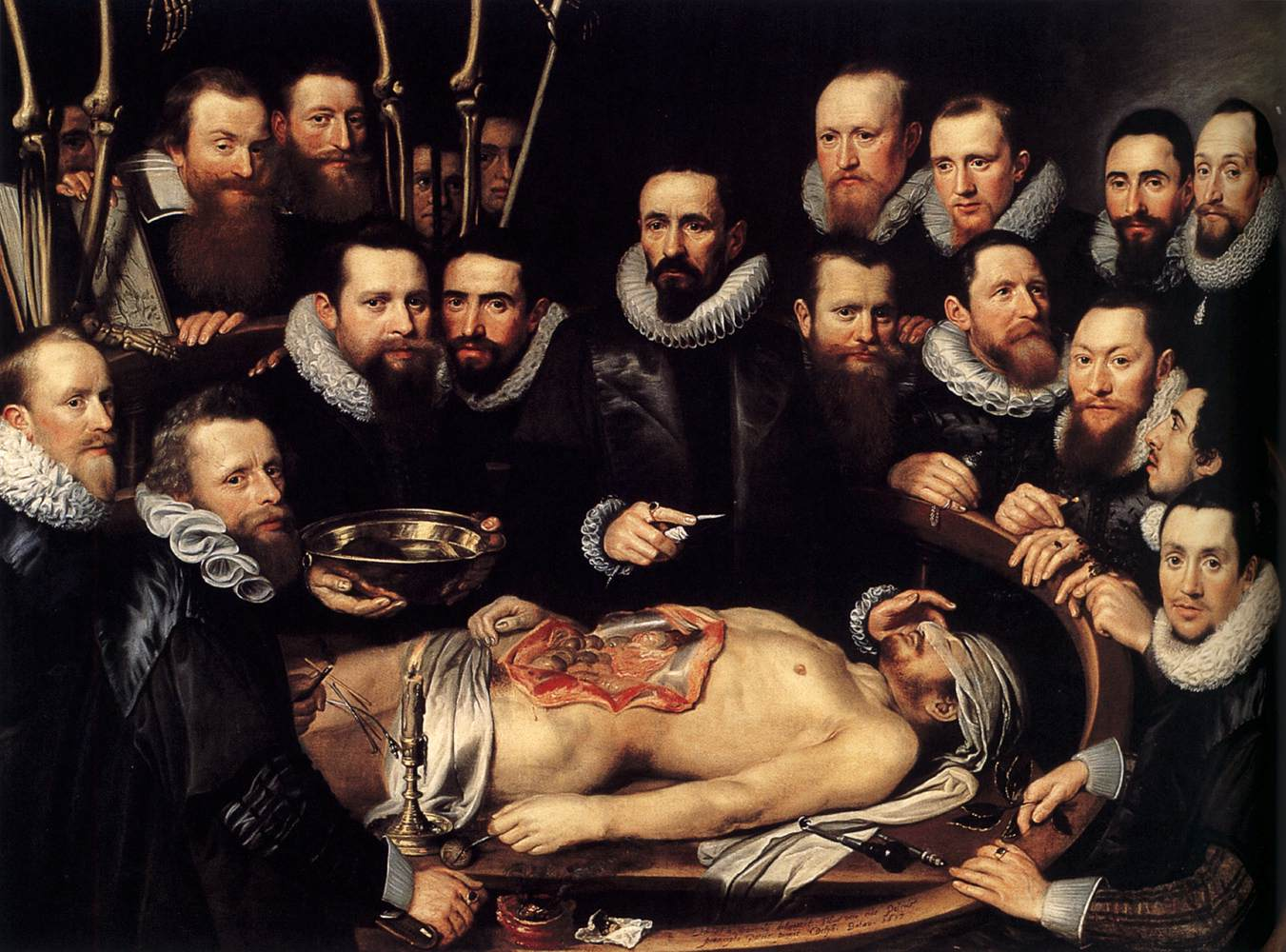
息子と共作した「ファン・デ・メール博士の解剖学講義(De anatomische les van Willem van der Meer)」

ミヒール・ヤンスゾーン・ファン・ミーレフェルト（Michiel Jansz. van Mierevelt、1566年5月1日 - 1641年6月27日）はオランダの画家である。デルフトで働き、ファン・ミーレフェルトの工房では数千点の肖像画が制作されたとされる。

## 略歴
デルフトの金や銀の細工師の息子に生まれた。ネーデルランドの画家の伝記を出版したカレル・ファン・マンデル(1548-1606)によれば、8歳の時には多くの教師よりも絵を巧みに描いたとされる。1578年ころから1581年の間、デルフトの Willem Willemsz.といった画家の弟子になり、その後ユトレヒトの画家、アントニー・ブロックランド・ファン・モントフォールト(Anthonie Blocklandt van Montfoort: 1533/1534-1583)に学んだ。
1587年にはデルフトの聖ルカ組合のメンバーになり、組合長を1589年から1590年、1611年から1612年の間の2度務めた。1589年と1632年の2度結婚し、2人の息子、ピーテル・ファン・ミーレフェルト(Pieter van Mierevelt: 1596–1623)とヤン・ファン・ミーレフェルト(Jan van Mierevelt: 1604-1633)は画家になり、父親の工房で働いた。義理の息子にヤコブ・ウィレムスゾーン・デルフ(1619-1661)がいる。
肖像画家として知られるが静物画（厨房画）や宗教を題材とした作品も描いた。
デルフトの有力者や商人の肖像画を描き、1609年にはオランダ総督、オラニエ公。ウィレム1世の次男のマウリッツを描き、1617年には息子のピーテル・ファン・ミーレフェルトと「ファン・デ・メール博士の解剖学講義(De anatomische les van Willem van der Meer)」という作品を描いた。1625年にオラニエ公、フレデリック・ヘンドリックの宮廷画家に任じられた。
ファン・ミーレフェルトの工房では膨大な数の肖像画が描かれたとされ、17世紀後半にオランダ、ドイツの画家の伝記集を出版したヨアヒム・フォン・ザンドラルトは作品数を1万点を超えていたとし、18世紀初めのアルノルト・ホウブラーケンの著書では作品数を5千点あまりと見積もっている。その後の研究でも数千点が描かれたとされ、630点あまりが現存するとされる。
ファン・ミーレフェルトの工房では2人の息子が働き、弟子にはヘンドリク・コルネルスゾーン・ファン・フリート(Hendrick Cornelisz. van Vliet: c.1611-1675)やアントニー・パラメデスゾーン(1601-1673) 、パウルス・モレールス(1571-1638)らがいた。
1641年にデルフトで没した。

## 作品

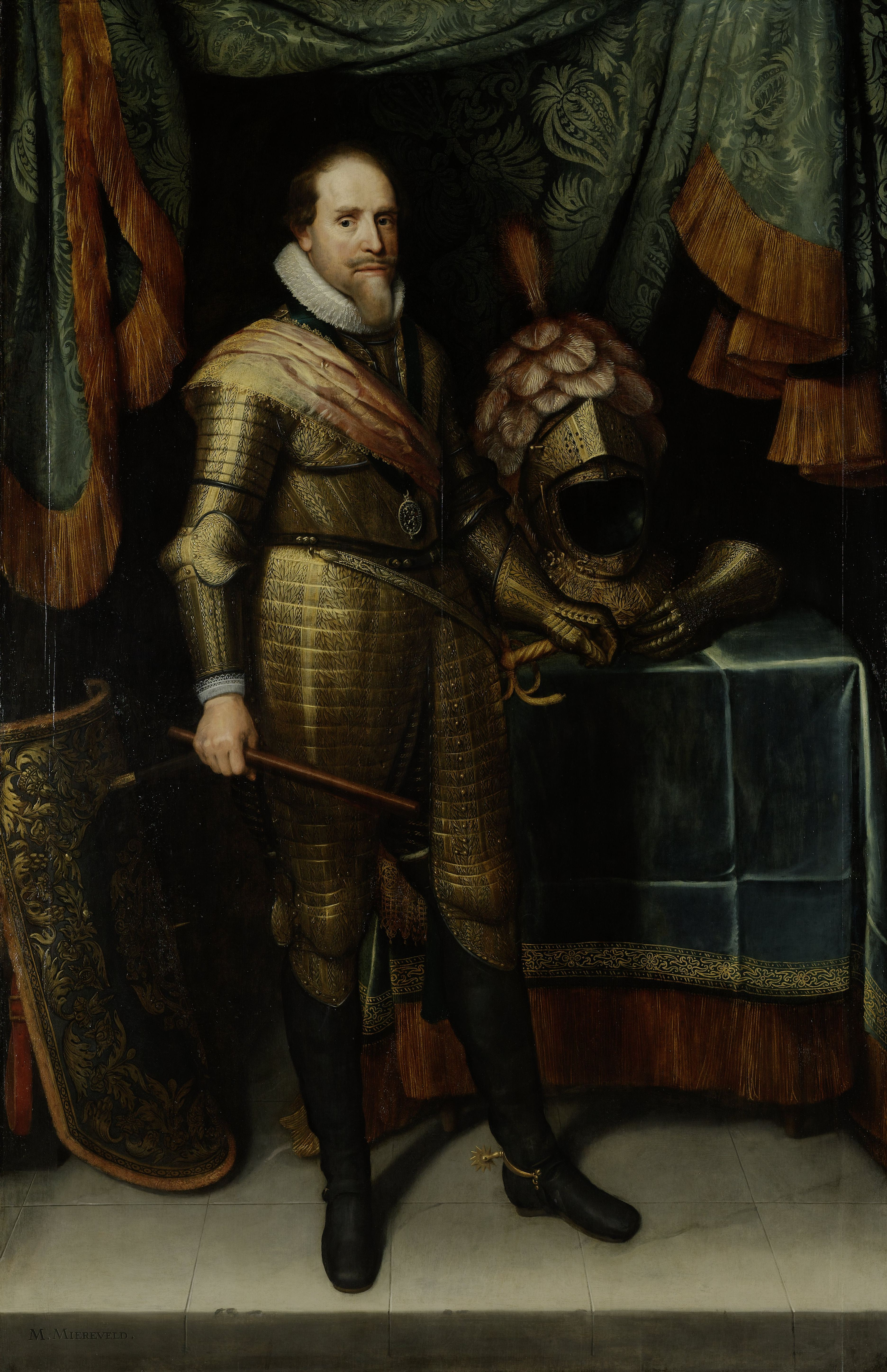
マウリッツ (オラニエ公) (1616/1620) アムステルダム国立美術館 蔵
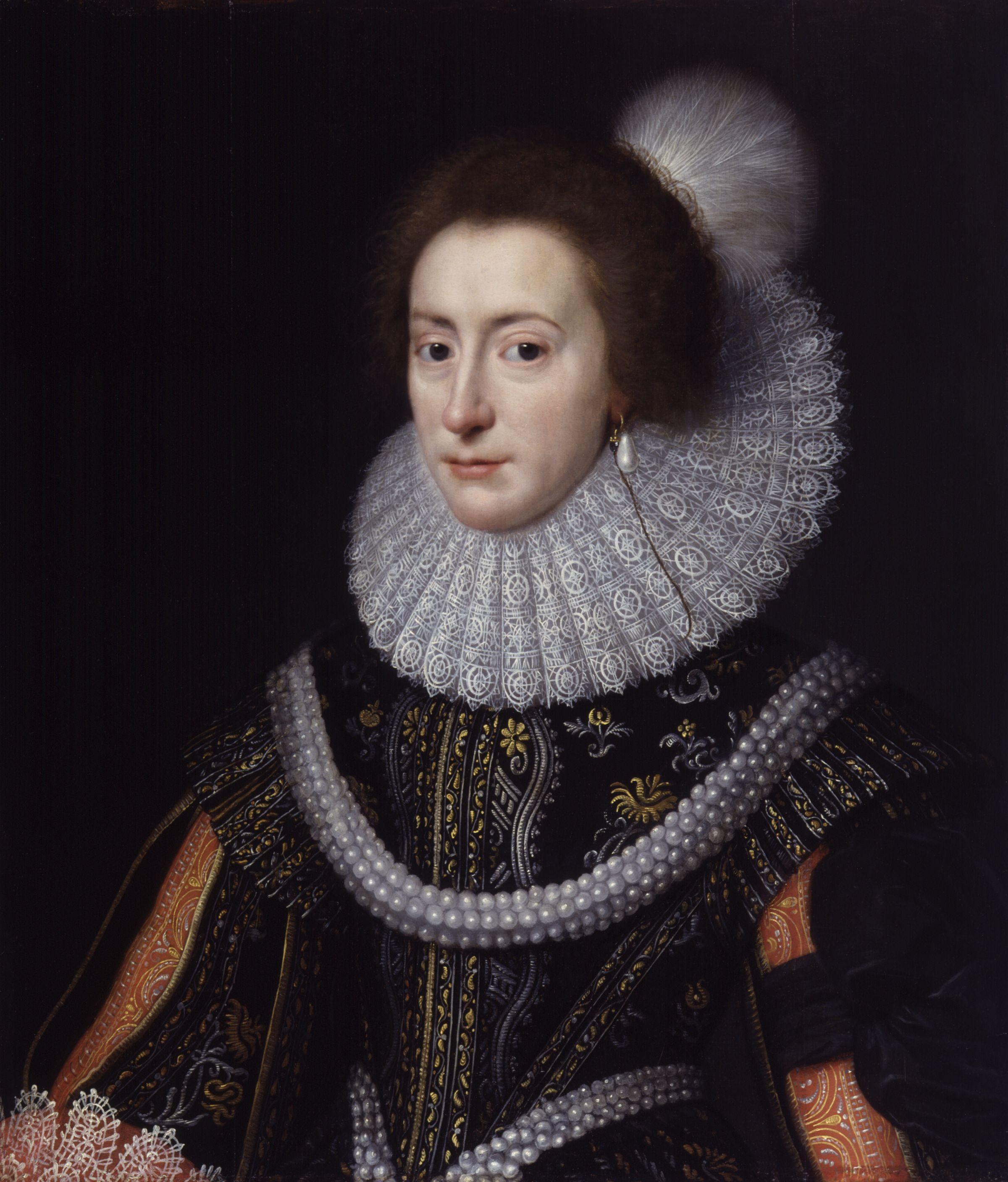
エリザベス・ステュアート (c.1623) ナショナル・ポートレート・ギャラリー 蔵
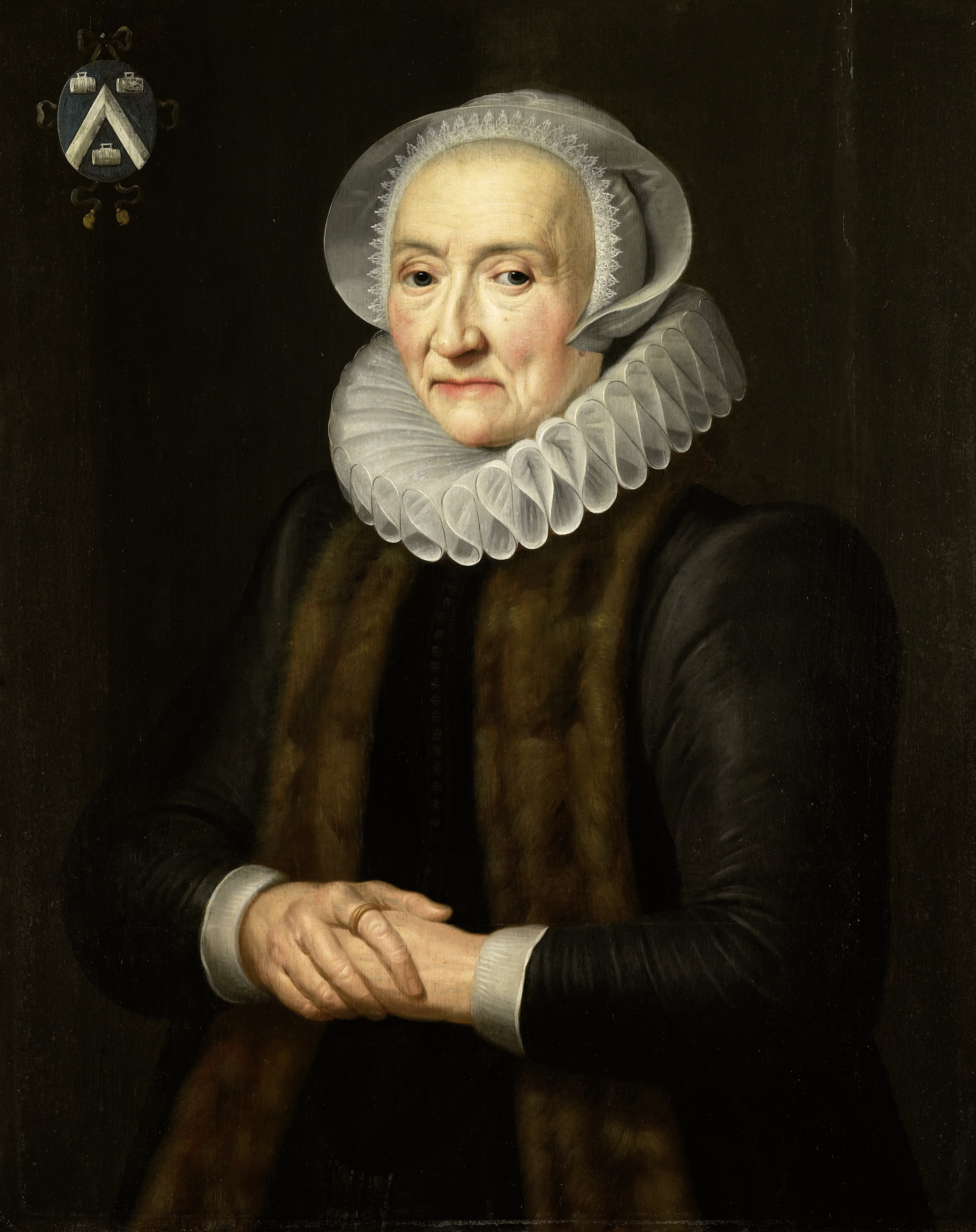
Alid van der Laen(1653) アムステルダム国立美術館 蔵
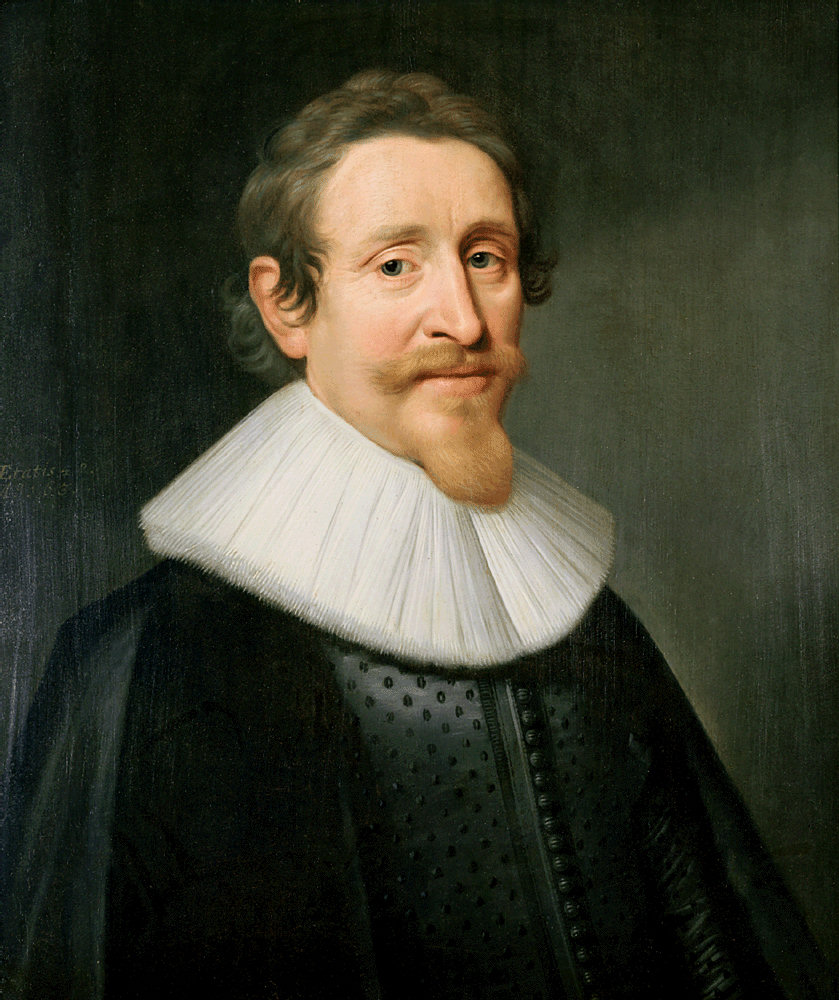
フーゴー・グローティウス-学者　(1631) Museum Het Prinsenhof 蔵